# Ematurga orientaria
Ematurga orientaria là một loài bướm đêm trong họ Geometridae.